# Трансмедийное повествование
Трансмедийное повествование (также известное как трансмедийный нарратив или мультиплатформенное повествование) — это техника рассказа одной истории или целого сюжета с помощью различных платформ и форматов с использованием современных цифровых технологий.
С точки зрения производственной практики, трансмедийное повествование подразумевает под собой создание контента, который вовлекает целевую аудиторию, используя различные приемы и проникая в ее повседневную жизнь. Для достижения такого уровня вовлеченности трансмедийное производство разрабатывает истории в различных видах медиа для подачи уникальных кусков контента в каждом из них. Важно подчеркнуть, что эти фрагменты не просто связаны между собой (явно или незаметно), но и сюжетно синхронизированы друг с другом.

## История
Трансмедийное повествование возможно связать с концепциями семиотики и нарратологии. Семиотика — это «наука о знаках» и дисциплина, занимающаяся процессами создания и интерпретации смыслов.
Происхождение концепции распределения контента между различными предметами и медиа уходит корнями в японскую маркетинговую стратегию медиа-микс, зародившуюся в начале 1960-х годов. Однако некоторые считают, что истоки этой концепции лежат в романе Сэмюэла Ричардсона «Памела: или Вознагражденная добродетель» (1740), и даже предполагают, что они уходят корнями в более раннюю литературу.
К числу ранних работ относятся, в частности, следующие:
- Ong’s Hat, предположительно, был создан примерно в 1993 году и включал в себя большинство вышеупомянутых конструктивных принципов. Ong’s Hat также включал в себя принципы создания расщепленной на части истории, о чем рассказывается в научной работе под названием «Расщепленная легенда онлайн: Сверхъестественный фольклор или поиск шляпы Онга.»[7]
- Dreadnot[8] — ранний пример проекта в стиле ARG — был опубликован на сайте sfgate.com в 1996 году. Эта ARG включала в себя работающие номера телефонов голосовой почты для персонажей, подсказки в исходном коде, адреса электронной почты персонажей, сторонние веб-сайты и реальные локации в Сан-Франциско.
- Книжная серия «Гарри Поттер» (1997 — н.в.) — бестселлер, породивший фильмы, официально разработанные иммерсивные фан-сайты, социальные сети, видеоигры, постановки на внебродвейских сценах и спин-оффы («Фантастические твари и где они обитают», «Фантастические твари: Преступления Гриндевальда» и «Фантастические твари: Тайны Дамблдора»)[9]
- Звёздные войны
- Звёздный путь
- Матрица — художественный фильм 1999 года
- Ведьма из Блэр: Курсовая с того света — художественный фильм 1999 года.
- On Line. Секс, ложь и интернет — художественный фильм 2001 года
- The Beast — браузерная игра от Microsoft 2001 года
- Majestic — ARG-видеоигра 2001 года
- Аватар — художественный фильм 2009 года
- Остаться в живых — сериал, шедший с 2004 по 2010 год
- Ходячие мертвецы
- Marvel Comics
- DC Comics
- The Beatls[10][11]

## Определение
Изучение трансмедийного повествования — понятие, введенное Генри Дженкинсом, автором фундаментальной книги «Конвергентная культура», — является новой дисциплиной. Из-за особенностей новых видов медиа и разнообразных платформ авторы по-разному понимают это понятие. Дженкинс утверждает, что термин «трансмедиа» означает «через медиа» и может применяться к поверхностно похожим, но разным явлениям. В частности, не стоит путать концепцию «трансмедийного повествования» с традиционными мультиплатформенными, «трансмедийными» медиафраншизами или «медиамиксами».
Один из примеров, который приводит Дженкинс, — это медиаконгломерат DC Comics. Эта организация выпускает комиксы перед выходом связанных с ними фильмов, чтобы зрители лучше поняли предысторию персонажа. Большинство трансмедийных историй не основаны на отдельных персонажах или сюжетных линиях, а скорее сосредоточены на масштабных сложных мирах, в которых множество персонажей и сюжетных линий могут существовать в течение длительного периода времени. Кроме того, Дженкинс обратил внимание на то, как трансмедиа расширяется для привлечения более широкой аудитории. К примеру, для того чтобы привлечь более юную аудиторию, DC Comics выпускает раскраски. Иногда аудитории может показаться, что в некоторых трансмедийных историях остались дыры в сюжетной линии или развитии персонажей, и тогда они начинают читать другое дополнение к трансмедийному повествованию, например, фанфики. Трансмедийное повествование существует в форме трансмедийного нарратива, который Калинов и Маркова определяют как: «мультимедийный продукт, который доносит свое повествование с помощью множества интегрированных медиаканалов».
В своей книге «Вам понадобится история побольше» Хьюстон Ховард описывает трансмедийное повествование как «искусство распространения истории на различных носителях и платформах таким образом, чтобы создать лучшую бизнес-модель для создателей и лучший опыт для аудитории».

## Текущее состояние
Традиционные и специализированные студии трансмедийных развлечений полностью интегрировали и задействовали методы трансмедийного повествования в культуру развлечений. Это началось с поиска новой формы повествования, подходящей для цифрового контента и каналов связи. Благодаря развивающимся технологиям проекты стали включать в себя не только одиночные, но и многопользовательские игры в реальном времени, такие как Fortnite и игры в альтернативной реальности. Хотя список существующих и недавно созданных проектов весьма обширен, чтобы перечислять его здесь, можно привести несколько ярких примеров трансмедийного повествования:
- Slide — нативный трансмедийный опыт австралийского канала Fox8.
- Молокососы — трансмедийное продолжение британского телешоу канала Channel 4/Company Pictures, созданное компанией Somethin' Else.
- Halo — серия видеоигр, созданная компанией Bungie и в настоящее время разрабатываемая 343 Industries, в которую вошли романы, комиксы, аудиоспектакли, игровые веб-сериалы и готовящееся к выходу телевизионное игровое шоу от Paramount+.
- Регенезис — канадский телесериал с трансмедийным (игра в альтернативной реальности) продолжением в реальном времени, которое разворачивалось параллельно с выходом эпизодов в эфир.
- «Дневники Лиззи Беннет» — веб-сериал, экранизация романа «Гордость и предубеждение», дополняющий историю своими аккаунтами в Твиттер и Tumblr.
- JFH: Justice For Hire от Creative Impulse Entertainment — трансмедийная серия комиксов на тему боевых искусств, созданная Яном Луканусом, объединяющая в себе фильмы, веб-сериалы, мультфильмы и музыку для повествования в рамках хронологии вселенной.
- MyMusic — трансмедийный ситком от Fine Brothers Productions в рамках проекта оригинальных каналов YouTube, один из самых ярких трансмедийных проектов.
- Clockwork Watch — независимый проект о неколониальном стимпанковском мире, представленный в формате графических романов, живых и онлайн-мероприятий, и полнометражного фильма, созданного Йоми Айени.
- Вызов — телевизионное шоу и видеоигра, в которых объединены взаимосвязанные и раздельные истории.[17][18][19]
- The HIVE Transmedia Project от автора Daniel D.W. — это серия научно-фантастических романов, в которых используются QR-коды в тексте для создания мультимедийного и симулятивного сюжета.
- Check, Please! от Ngozi Ukazu — это веб-комикс, выходящий с 2013 года. Повествование дополняется твиттер-аккаунтом главного героя.
- Endgame: Proving Ground — кампания по созданию трансреалистичной игры в Интернете, на телефонах, в книгах, в кино и в прямом эфире с участием оплачиваемых актеров, начатая компанией Niantic Labs в 2014 году.
- The Man with the Jazz Guitar — портрет джазового музыканта Кена Сикоры, создаваемый в музыке, кино, радио, печатных и цифровых изданиях.
- Pokémon — видеоигры, телевизионные шоу и карточные игры — везде используются покемоны как центр и отправная точка. Не существует какого-то одного источника, который бы положил начало серии Pokemon, но игры Pokémon Red и Green стали отправной точкой, с которой началась франшиза.
- 24 — американский телесериал, шедший с 2001 по 2010 год.
- Голодные игры — серия молодежных книг для взрослых, по которым были созданы невероятно популярные фильмы и фанфики, построенные на сюжетных линиях персонажей.
- September Mourning — проект, созданный Эмили Лазар в 2009 году и включающий в себя комиксы, музыку, NFT и многое другое.

В качестве примера трансмедийного повествования Сколари приводит сериал «24». «24» появился на канале Fox только в качестве телесериала, но за несколько лет он породил комплексную сеть комиксов, видеоигр, книг, мобильных эпизодов и прочего материала по мотивам главного героя Джека Бауэра и контртеррористического подразделения в Лос-Анджелесе. Сколари пишет, что «24» представляет собой сложное семиотическое средство для создания множества косвенных потребителей, которые могут быть классифицированы в зависимости от их отношения к медиа. В первый класс входят те, кто просто прочел комикс или сыграл в видеоигру. Такой потребитель может понять сюжет, при этом не обращаясь к остальным материалам. Во второй класс входят те, кто решил ознакомиться с сериалом. В данном случае зритель может погрузиться в мир повествования, еженедельно просматривая телесериал. В конечном итоге, «24» создал трансмедийных потребителей, поскольку существуют различные материалы на разных платформах, к которым потребитель может приобщиться.
В книге «Цифровое государство: Как интернет меняет все» (2013) автор Саймон Понт утверждает, что трансмедийное повествование — это теория, которая наконец-то начинает находить свое практическое применение. В качестве ярких примеров применения теории трансмедийного повествования Понт приводит «Прометей» (2012), приквел «Чужого» Ридли Скотта, и в частности три вирусных фильма, созданных компанией 20th Century Fox в рамках предварительной глобальной маркетинговой кампании.

При этом, Роберт Макки (История на миллион долларов, 1998) утверждает, что предыстория — это пустая трата времени (ведь если предыстория так хороша, то именно ее и стоит рассказывать), но Понт утверждает, что такие сказочники, как Джей Джей Абрамс и Дэймон Линделоф, «практически приперли аргумент Макки к стенке и расстреляли его». Понт продолжает утверждать: 
«Параллельные и нелинейные временные линии, „мультивселенные“, грандиозные повествования с безумно богатыми арками персонажей, „предыстория“ превратились в „большие истории“, в возможность добавлять византийские слои смысла и глубины. Вы создаете сюжетный мир не путем вычеркивания, а путем наслаивания».
В книге «Шар и кремень: трансмедиа за 90 секунд» (2013) Понт сравнивает трансмедийное повествование с «броском куска кремня в старую каменную стену» и «наслаждением от его рикошета», превращая историю в то, во что можно «врезаться и порезаться».
В блоге «Великие примеры мультиплатформенного повествования» Шеннон Эмерсон пишет, что трансмедийное повествование также можно назвать мультиплатформенным повествованием, трансмедийным нарративом и даже кросс-медийной сериальностью. Она также цитирует слова Генри Дженкинса как ведущего ученого в этой области.

## Польза в образовании
Трансмедийное повествование подражает повседневной жизни, что делает его сильным конструктивистским педагогическим инструментом для использования в образовательных целях. Уровень вовлеченности, обеспечиваемый трансмедийным повествованием, очень важен для поколения бэби-бумеров или миллениалов, поскольку ни одно медийное средство не способно удовлетворить их любопытство. Школы медленно принимают появление этой новой культуры, которая смещает акцент грамотности с индивидуального самовыражения на общественное. Дженкинс отмечает, что независимо от того, видим мы это или нет, мы живем в всемирно связанном мире, в котором мы используем множество платформ для связи и общения. Использование трансмедийного повествования в качестве педагогического инструмента, в котором учащиеся взаимодействуют с такими платформами, как Твиттер, Facebook, Instagram или Tumblr, позволяет использовать точки зрения, опыт и ресурсы учащихся для создания общего коллективного разума, который привлекает, вовлекает и погружает в процесс обучения, приковывая внимание учащихся-миллениалов и обеспечивая их заинтересованность в получении опыта. Трансмедийное повествование дает педагогу возможность стимулировать учащихся мыслить критически, проникаться материалом и получать знания, обеспечивая ценную базу для конструктивистской педагогики, которая поддерживает обучение, ориентированное на ученика. Трансмедийное повествование позволяет интерпретировать историю с личной точки зрения, создавая условия для личностного образования, а в случае полностью сопричастных проектов — позволяя участникам стать творцами истории.

В книге «Лучшая мышеловка: изобретение бренда в условиях медийной демократии» (2012) Понт объясняет: 
«Трансмедийное мышление привязано к миру историй, и главная его цель заключается в том, каким образом можно „оживить“ историю в различных местах, в нелинейной манере. Маркетинг фильмов — наиболее очевидное применение этой концепции. Концепция трансмедиа утверждает, что перенос большой картины на другие платформы открывает „более обширные возможности“. Теория трансмедиа, применяемая к запуску фильма, направлена на продвижение истории, а не „даты премьеры фильма с участием…“. В индустрии, построенной на условности „звезды продают кино“, где их имя красуется над названием фильма, трансмедийное мышление считается антиконвенциональным и смело пуристским».
Трансмедийное повествование также используется такими компаниями, как Microsoft и Kimberly-Clark, для обучения сотрудников и менеджеров.

Андерс Гронштедт и Марк Рамос утверждают: 
«В основе каждой учебной задачи лежит хорошая история, которая ждет своего рассказа. Все чаще эти истории приходится рассказывать со множества устройств и экранов, где они могут достичь более широкого охвата учащихся и глубже втянуть их в процесс обучения».
Однако трансмедийное повествование почти не используется на низших уровнях образования. Дети могли бы с успехом использовать миры трансмедийного повествования в своем обучении, но многие из этих миров связаны с авторскими правами. Трансмедийное повествование пока еще не затрагивает вопросы обучения и воспитания детей, но есть несколько трансмедийных миров, посвященных сфере образования, в основном от Disney.
Трансмедийное повествование прослеживается в комиксах, фильмах, печатных изданиях, радио, а теперь и в социальных сетях. История рассказывается по-разному в зависимости от среды. В социальных сетях история рассказывается по-разному в зависимости от того, какую социальную медиаплатформу человек использует (Twitter, Facebook, Instagram). Масштаб воздействия каждой среды различается от среды к среде. До появления социальных сетей основными средствами связи с аудиторией были радио и печатные СМИ. С развитием технологий социальные сети стали основным способом общения с большой группой людей в кратчайшие сроки. В идеальной форме трансмедийного повествования «каждая среда делает то, что у нее получается лучше всего — так, история может быть представлена в фильме, расширена в телевидении, романах и комиксах, а ее мир может быть исследован и прочувствован в процессе игры. Каждая часть франшизы должна быть довольно самодостаточной, дабы обеспечить автономное потребление. То есть для того, чтобы получить удовольствие от игры, не обязательно смотреть фильм, и наоборот».

## Книги
- Аземард, Гислен (2013), 100 понятий кроссмедиа и трансмедиа, éditions de l’immatériel, стр. 228
- Бернардо, Нуно (2014) Трансмедиа 2.0: Как создать развлекательный бренд, используя трансмедийный подход к повествованию
- Бернардо, Нуно (2011) Руководство продюсера по трансмедиа: как разрабатывать, финансировать, производить и распространять захватывающие истории на нескольких платформах
- Макадамс, Минди (2016). Трансмедийный сторителлинг . Доклад конференции: Всемирный конгресс по журналистскому образованию, Окленд, Новая Зеландия.
- Филлипс, Андреа. (2012) Трансмедийное повествование
- Понт, Саймон (2013) «Цифровое государство: как Интернет меняет все». Коган Пейдж .ISBN 978-0749468859ISBN 978-0749468859
- Понт, Саймон (2012) «Лучшая мышеловка: изобретение бренда в условиях медийной демократии». Коган Пейдж .ISBN 978-0749466213ISBN 978-0749466213
- Праттен, Роберт (2015) Начало работы с трансмедийным повествованием: практическое руководство для начинающих, 2-е издание
- Верналлис, Кэрол, Холли Роджерс и Лиза Перротт (2020), Режиссеры трансмедиа: артистизм, индустрия и новая аудиовизуальная эстетика.
- *Кейрос, Сесилия; Кунья, Регина и др. (2014) «Интерактивные повествования, новые медиа и социальное взаимодействие» — Торонто, Канада.ISBN 978-0-9939520-0-5ISBN 978-0-9939520-0-5